# Galium vassilczenkoi
Galium vassilczenkoi là một loài thực vật có hoa trong họ Thiến thảo. Loài này được Pobed. mô tả khoa học đầu tiên năm 1958.